# 小戎子
小戎子（？—？），允姓，晋献公的妾室，晋惠公夷吾的母亲，其兄弟虢射。
晋献公正妻娶于贾国，无子。和他父亲晋武公的妾齐姜生穆姬、太子申生。又在西戎娶二女，大戎狐姬即狐季姬生重耳，小戎子生夷吾（晋惠公）。晋国伐骊戎，骊姬被晋献公虜獲，驪姬生下一子，取名奚齐，她陪嫁的妹妹少姬生下卓子。